# 龍崎翔
- 龍崎翔（龍々崎カケル）

11歲的故事主角，充滿著旺盛的好奇心和進取心，一心投入彈珠人爭霸戰，希望能在神秘彈珠人決戰中脫穎而出並一探究竟。在彈珠人對決中擅長力量型的戰術，然而頭腦不靈光且狀況百出是他在戰鬥中致命的死穴。
配音：大原桃子（日本）；郭馨雅（台灣）；黃玉娟（香港）
使用彈珠人：雷霆青龍、破碎青龍、精鋼雷霆青龍、片手青龍、鋼鐵雷霆青龍、霹靂青龍（香港）
必殺技為：昇龍旋,爆擊砲,激龍旋,激龍雙重旋、神龍雙重旋、激龍重烈擊,超霹靂天翔擊,超極龍天翔擊（口頭禪:上吧!雷霆青龍,衝破雲霄吧!雷霆青龍）